# Studio Hibari
Studio Hibari Co.,Ltd (Nhật: 株式会社スタジオ雲雀 Hepburn: Kabushiki-gaisha Sutajio Hibari) là một xưởng phim hoạt hình Nhật Bản thành lập vào tháng 7 năm 1979. Công ty có trụ sở chính tại Nerima, Tokyo.

## Lịch sử
Mitsunobu Hiroyoshi từng làm việc tại Tsuchida Production, trước khi ông thành lập Studio Hibari cùng vợ là bà Sachiko vào tháng 7 năm 1979. Vào năm 1985, Hiroyoshi lâm bệnh, Sachiko được bổ nhiệm làm chủ tịch của công ty. Trong thời gian đó, Mitsunobu Seiji (con trai của Hiroyoshi và Sachiko) trở thành giám đốc điều hành.

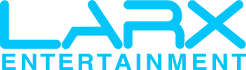
Biểu trưng của Larx Entertainment

Năm 1999, tác phẩm kĩ thuật số (vẽ bằng máy tính) đầu tay của xưởng phim là anime Kaikan Phrase, chuyển thể từ manga shōjo cùng tên, được lên sóng. Năm 2002, Seiji trở thành chủ tịch công ty, mẹ ông là Sachiko giữ chức chủ tịch hội đồng quản trị. Năm 2006, Seiji tham gia sản xuất Nerima Daikon Brothers. Cùng năm đó, bộ phận sản xuất 3DCG của Studio Hibari được tách ra và trở thành một công ty con lấy tên là Larx Entertainment Co., Ltd. (株式会社ラークスエンタテインメント).
Năm 2011, Studio Hibari thành lập chi nhánh Lerche (ラルケ). Kể từ đó, phần lớn dự án của Studio Hibari được thực hiện thông qua thương hiệu Lerche.
Năm 2020, xưởng phim mở một bộ phận sản xuất tại Osaka lấy tên là Studio Hibari Osaka Studio (スタジオ雲雀大阪スタジオ).

## Tác phẩm

### Phim truyền hình
| Năm phát sóng | Năm phát sóng | Tựa đề                                 | Số tập | Ghi chú                                                                                      |
| Bắt đầu       | Kết thúc      | Tựa đề                                 | Số tập | Ghi chú                                                                                      |
| ------------- | ------------- | -------------------------------------- | ------ | -------------------------------------------------------------------------------------------- |
| 1999          | 2000          | Kaikan Phrase                          | 44     | Chuyển thể từ manga của Shinjō Mayu.                                                         |
| 2000          | 2001          | Uchūjin Tanaka Tarō                    | 24     | Chuyển thể từ manga của Nagatoshi Yasunari.                                                  |
| 2001          | 2002          | Meitantei Kageman                      | 39     | Chuyển thể từ manga của Yamane Aōni.                                                         |
| 2002          | 2002          | Happy Lesson                           | 13     | Chuyển thể từ manga do Sasaki Mutsumi viết và Mori Shinnosuke minh họa.                      |
| 2002          | 2005          | Wagamama Fairy: Mirumo de Pon!         | 172    | Chuyển thể từ manga của Shinozuka Hiromu.                                                    |
| 2002          | 2006          | Duel Masters                           | 78     | Hợp tác sản xuất với A.C.G.T.                                                                |
| 2003          | 2003          | Raimuiro Senkitan                      | 13     | Dựa trên visual novel do ELF Corporation phát triển.                                         |
| 2003          | 2003          | Happy Lesson Advance                   | 13     | Phần tiếp theo của Happy Lesson.                                                             |
| 2004          | 2005          | Miracle! Panzō                         | 20     | Chuyển thể từ manga của Tsuruoka Kenji.                                                      |
| 2004          | 2005          | Zettai Zetsumei: Dangerous Jii-san     | 51     | Chuyển thể từ manga của Soyama Kazutoshi.                                                    |
| 2004          | 2006          | Duel Masters Charge                    | 52     | Phần tiếp theo của Duel Masters.                                                             |
| 2004          | 2007          | Major                                  | 154    | Chuyển thể từ manga của Mitsuda Takuya. Sản xuất ba mùa đầu (tập 1–78).                      |
| 2005          | 2005          | Happy Seven                            | 13     | Dựa trên light novel của Kawasaki Hiroyuki. Hợp tác sản xuất cùng Trinet Entertainment.      |
| 2006          | 2006          | Kashimashi: Girl Meets Girl            | 13     | Chuyển thể từ manga của Akahori Satoru.                                                      |
| 2006          | 2006          | Nerima Daikon Brothers                 | 12     | Chuyển thể từ manga của Kondō Takamitsu.                                                     |
| 2006          | 2007          | Sumomomo Momomo ~Chijō Saikyō no Yome~ | 22     | Chuyển thể từ manga của Ōtaka Shinobu.                                                       |
| 2006          | 2006          | Tsuyokiss Cool×Sweet                   | 12     | Dựa trên visual novel phát triển bởi Candy Soft. Hợp tác sản xuất cùng Trinet Entertainment. |
| 2006          | 2006          | Yoshinaga-san Chi no Gargoyle          | 13     | Chuyển thể từ manga của Taguchi Sennendou. Hợp tác sản xuất cùng Trinet Entertainment.       |
| 2007          | 2007          | Venus Versus Virus                     | 12     | Chuyển thể từ manga của Suzumi Atsushi.                                                      |
| 2007          | 2007          | Moonlight Mile: Lift                   | 13     | Chuyển thể từ manga của Outagaki Yasuo.                                                      |
| 2007          | 2007          | Moonlight Mile: Touch down             | 13     | Phần tiếp theo của Moonlight Mile: Lift.                                                     |
| 2008          | 2009          | Net Ghost PiPoPa                       | 51     | Tác phẩm nguyên tác.                                                                         |
| 2009          | 2009          | Fight Ippatsu! Jūden-chan!!            | 12     | Chuyển thể từ manga của Ditama Bow.                                                          |
| 2009          | 2009          | Weiß Survive                           | 16     | Chuyển thể từ manga của Fujima Takuya và được phát hành bởi Bushiroad.                       |
| 2009          | 2010          | Weiß Survive R                         | 12     | Phần tiếp theo của Weiß Survive.                                                             |
| 2009          | 2010          | Yumeiro Pâtissière                     | 50     | Chuyển thể từ manga của Matsumoto Natsummi.                                                  |
| 2010          | 2010          | Yumeiro Pâtissière SP Professional     | 13     | Phần tiếp theo của Yumeiro Pâtissière.                                                       |
| 2017          | 2017          | Keppeki Danshi! Aoyama-kun             | 12     | Chuyển thể từ manga của Sakamoto Taku.                                                       |
| 2023          | 2024          | High Card                              | 24     | Tác phẩm nguyên tác.                                                                         |

### OVA/ONA
- Shin Karate Jigoku-hen (1990)
- Koihime (2000)
- Zoku Koihime  (2001)
- Raimuiro Senkitan: Nankoku Yume Roman (2004)
- Netrun-mon The Movie #1: Net no Sumi de Blog to Sakebu (2004)
- Hoshi no Umi no Amuri (2008)
- Isshoni Training: Training with Hinako (2009)
- Isshoni Sleeping: Sleeping with Hinako (2010)
- Isshoni Training 026: Bathtime with Hinako & Hiyoko (2010)
- Keitai Shoujo (2007)
- Monster Strike (2015−2016, hợp tác sản xuất với Ultra Super Pictures)[10]

### Phim chiếu rạp
- Duel Masters: Yami no Shiro no Maryuuou (2005)
- Junod (2010)
- Umibe no Étranger (2020)[11]

### Trò chơi điện tử
Dưới đây là danh sách trò chơi điện tử được Studio Hibari hỗ trợ hoạt ảnh:
- Zutto Issho (1998)
- Captain Love (1999)
- Gotcha Force (2003)
- Persona 4 (2008, cùng với A-1 Pictures)
- Shining Force Feather (2009)
- Sugar Coat Freaks (2010)
- Disgaea D2 (2013)
- Puzzle & Dragons Z (2013)

## Tác phẩm sản xuất bởi Larx Entertainment

### Phim truyền hình
- Monsuno - 65 tập (phát sóng từ năm 2012–2014)[12]

### ONA
- Soul Worker: Your Destiny Awaits - 5 tập (phát hành trong năm 2016)[13]
- Kengan Ashura - 36 tập (phát hành từ năm 2019–nay)[14][15]